# Ваїкато
Ваїкато (англ. Waikato, маор. Waikato) — один з шістнадцяти регіонів Нової Зеландії, розташований у центральній частині Північного острова. Адміністративний центр — місто Гамільтон з населенням 150 200. Населення регіону становить 418 500 осіб, площа — 24 692 км², щільність 16.95 осіб/км². Регіон отримав назву за найдовшою річкою Нової Зеландії — Ваїкато.
До складу регіону входить майже одинадцять округів (територіальних управлінь), з них три округи частково входять також до інших регіонів.

## Географія

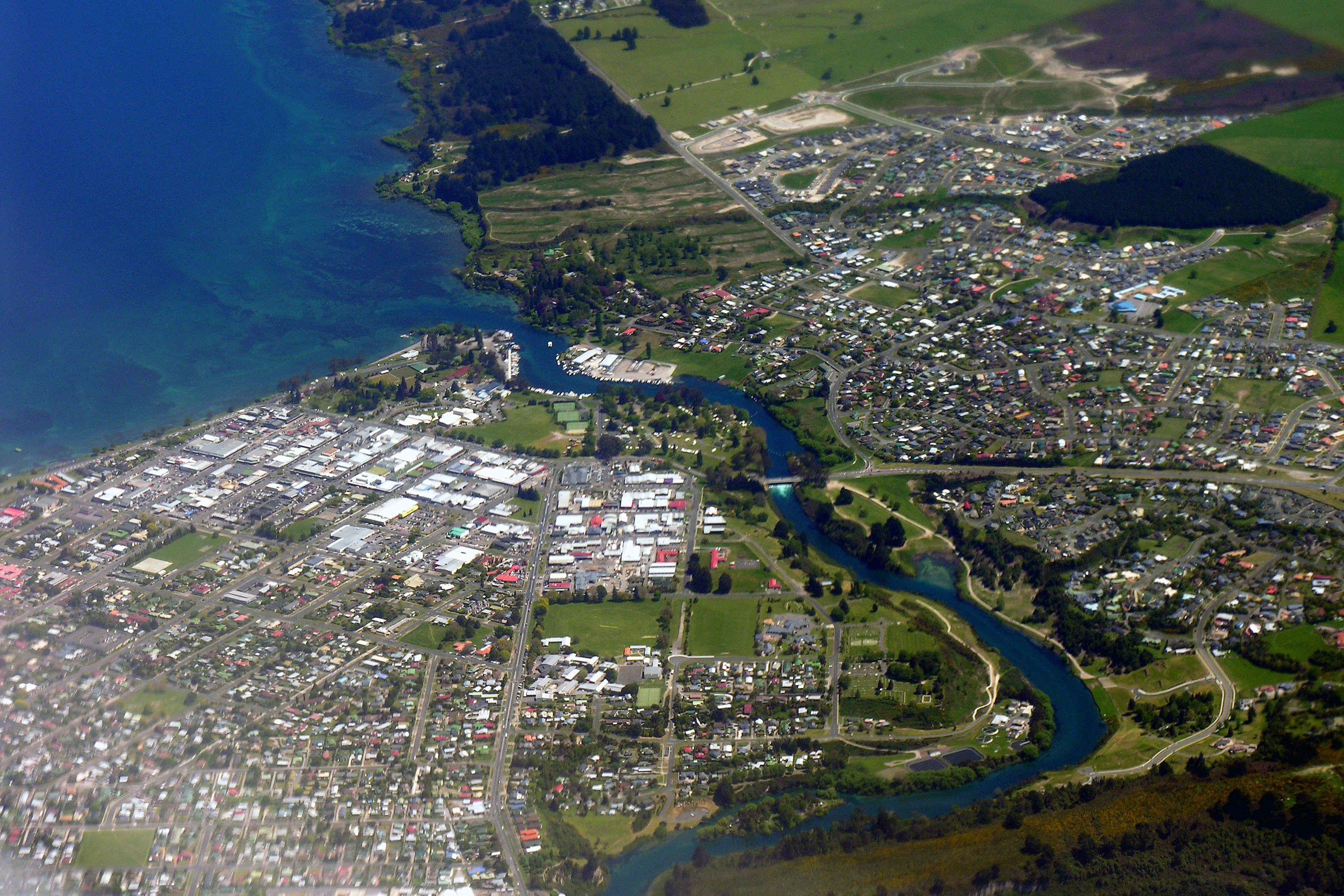
Витік річки Ваїкато з озера Таупо.
Місто Таупо (округ Таупо).

Регіон Ваїкато знаходиться в центрально-західній частині Північного острова та займає 21 % площі острова та є найбільшим на ньому (4 місце в країні). Омивається Тихим океаном, на заході — Тасмановим морем, з півночі — затокою Хауракі, з північного сходу — затокою Пленті. З північно-західної сторони межує з регіоном Окленд, на сході — Бей-оф-Пленті, з південного-сходу — Гокс-Бей, на півдні — Манавату-Вангануї, з південного-заходу — Таранакі.
З півночі на південь регіон простягнувся на 315 км. До Ваїкато відноситься окрім центральної частини Північного острова, кількадесят дрібних островів навколо півострова Коромандел на північному узбережжі, зокрема острови Мерк'юрі (сім островів, найбільший з них Грейт Мерк'юрі — 17.2 км²).
Регіон багатий на озера. В південній частині розташоване озеро Таупо, найбільше прісноводне в Новій Зеландії та друге за площею в усій Австралії та Океанії, площа 616 км². Озеро є популярним туристичним центром. Менші озера: Ваїкейр — 34 км², Ротоаіра — 13 км².
З озера Таупо в напрямку на північний-захід витікає річка Ваїкато, з довжиною у 425 км, найдовша у в країні. В 1961 році запущено гідроелектростанцію та зведено дамбу Охакурі, котра утворила водосховище озеро Охакурі — 12 км². В нижній течії річки на її берегах розташований центр регіону — місто Гамільтон.

## Геологія
Регіон як і вся Нова Зеландія лежить на стику Індо-Австралійської та Тихоокеанської тектонічних плит на конвергентній границі. Внаслідок цього частими є землетруси силою до 6.4 балів (7 грудня 2012), та розповсюджений вулканізм. Через регіон проходить величезна вулканічна зона Таупо, котра є частиною Тихоокеанського вогняного кола. Вулканічна зона отримала свою назву за озером Таупо, котре є кратером супервулкану Таупо. Пилові хмари спричиненні виверженням Таупо 180 року н. е. були зафіксовані давньоримськими та давньокитайськими джерелами. За тридцять кілометрів кілометрів на північний захід від супервулкану Таупо, розташований ще один вулкан — кальдера Мароа.